# ستانيساوا والاسييفيز
ستانيساوا والاسييفيز (بالإنجليزية: Stanisława Walasiewicz)‏ (و. 1911 – 1980 م) هي لاعبة بولندية شاركت في منافسات ألعاب القوى وحاصلة على ميداليات أولمبية عديدة، قتلت عام 1980 خلال عملية سطو على متجر في كليفلاند، عند تشريح الجثة ظهرت جدل حول تحديد جنسها من قبل الطب العدلي وظهر التقرير الطبي العدلي بأنها كانت تحمل كروموسومات انثوية وذكرية.

## روابط خارجية
- ستانيساوا والاسييفيز على موقع الاتحاد الدولي لألعاب القوى (الإنجليزية)
- ستانيساوا والاسييفيز على موقع الاتحاد الأمريكي لسباقات المضمار والميدان، قاعة المشاهير (الإنجليزية)
- ستانيساوا والاسييفيز على موقع اللجنة الأولمبية الدولية (الإنجليزية)
- ستانيساوا والاسييفيز على موقع أوليمبيديا (الإنجليزية)
- ستانيساوا والاسييفيز على موقع اللجنة الأولمبية البولندية (مؤرشف) (البولندية)